# Ping (Zhou-König)
Ping (Chinesisch: 周平王; Pinyin: Zhōu Píng Wáng; Wade-Giles: Chou P’ing Wang) war König der chinesischen Zhou-Dynastie von 770 v. Chr. bis zu seinem Tod im Jahre 720 v. Chr. Er war der erste Zhou-König der Zeit der Frühlings- und Herbstannalen.
Ping war der Sohn des Königs You, der ihm den Namen Yijiu (宜臼, Yíjiù) gab. Die Chronik Shiji berichtet, dass König You so sehr in seine Konkubine Bao Si vernarrt war, dass er sich von der Königin, einer Tochter des Herrschers des Vasallenstaates Shen scheiden ließ und mit Yijiu den legitimen Thronerben zur Flucht zwang. Zum neuen Thronerben ernannte er einen Sohn Bofu, dessen Mutter Bao Si war. Das Shiji berichtet weiterhin, dass sich der Herrscher von Shen mit einem nicht-chinesischen Volk namens Quan Rong verbündete – wahrscheinlich handelte es sich dabei um die Xianyun, die schon seit fünf Jahrzehnten die Hauptstadt bedroht hatten – und mit ihnen gemeinsam im Jahre 771 die Zhou-Hauptstadt plünderte, König You tötete und Bao Si gefangen nahm.
Nach Yous Tod halfen die beiden mächtigsten Lehensstaaten der Zhou-Dynastie, Jin und Zheng, der Elite des Hauses Zhou, ihre von Krieg und Naturkatastrophen verwüstete Stammregion um Zongzhou am Wei-Fluss zu verlassen und nahe dem heutigen Luoyang eine neue Hauptstadt zu gründen. Yijiu gelang es, sich im Nachfolgestreit gegen Bofu durchzusetzen und als König Ping den Thron zu besteigen. Die neue Hauptstadt Chengzhou war bereits zu Zeiten der Westlichen Zhou-Dynastie ein wichtiges Zentrum für die Unterstützung der Lehensstaaten im Osten Chinas gewesen. Nun suchte Ping die geographische Nähe der erstarkten östlichen Staaten.
Nach der Verlegung der Hauptstadt konnten die Zhou-Herrscher nicht mehr an die Größe der Westlichen Zhou-Dynastie anknüpfen. Mit König Ping begann die Zeit der Frühlings- und Herbstannalen, die von intensiven Kämpfen zwischen den Vasallenstaaten des Hauses Zhou geprägt war. So fühlte Ping sich vom Herrscher des Staates Zheng Zhuang Gong bedroht und versuchte, die Macht von Zheng durch die Ernennung von Ministern aus anderen Staaten auszubalancieren. Trotzdem musste er Zhuang Gong dadurch besänftigen, dass er einen seiner Söhne als Geisel nach Zheng sandte. Dieser Bruch feudaler Traditionen zeigt die Schwäche des Zhou-Hauses.